# Nuss-Mandel-Torte
Die Nuss-Mandel-Torte (polnisch Tort orzechowo-migdałowy) ist eine aus der traditionellen polnischen Küche bekannte Torte. Ihre Besonderheit liegt darin, dass bei der Herstellung kein Mehl verwendet wird.
Sie setzt sich aus zwei unterschiedlichen Teigschichten zusammen. Die untere Tortenhälfte besteht aus dunklerem Nussteig, der neben gemahlenen Walnüssen oder Haselnüssen Eigelb, Puderzucker, Kakao und Vanille enthält. Diesen Teig bedeckt man mit dem helleren Teig der oberen Tortenhälfte, der aus gemahlenen Mandeln, steif geschlagenem Eiweiß, zermahlenem Biskuit, Zitronensaft und Vanille besteht.
Die aufeinander liegenden Teigschichten werden zusammen gebacken und bleiben verbunden, es kommt weder Creme noch Sahne dazwischen. Nach angemessenem Abkühlen bestreicht man die Torte mit Marmelade (Aprikosen- oder Orangenmarmelade), versieht sie mit einer Glasur (Schokoladen- oder Kaffeeglasur) und dekoriert sie unter Verwendung von Nüssen und Mandeln.